# 學院運動場
學院運動場（英語：Academy Stadium）是一座位於英格蘭曼徹斯特的足球場，為英超球會曼城所擁有的阿提哈德訓練基地的一部分。現為曼城女子隊及曼城預備隊及青訓學院的主場。
訓練基地的建築計畫於2011年9月19日公佈，80公畝的訓練設施將能服務球會當時約400名青年球員。包括運動場在內的訓練基地於2014年12月8日啟用，運動場設施包括媒體發布室、會議室、辦公室以及零售空間，並設有一條長190米的橋連接到400米外的曼城一隊主場曼徹斯特市球場。

2016年，學院運動場成為舉行當屆世界青年橄欖球錦標賽的兩個球場之一。2022年，運動場舉行了歐洲女子足球錦標賽的部分小組賽賽事。

## 2022年歐洲女子足球錦標賽
運動場曾於2022年7月與纽约体育场共同舉行2022年歐洲女子足球錦標賽D組的比賽。
| 日期          | 主隊   | 最終比數 | 客隊   | 入場人數 | 比賽階段                    |
| ------------- | ------ | -------- | ------ | -------- | --------------------------- |
| 2022年7月10日 | 比利时 | 1–1      | 冰島   | 3,859    | 2022年歐洲女子足球錦標賽D組 |
| 2022年7月14日 | 義大利 | 1–1      | 冰島   | 4,029    | 2022年歐洲女子足球錦標賽D組 |
| 2022年7月18日 | 義大利 | 0–1      | 比利时 | 3,919    | 2022年歐洲女子足球錦標賽D組 |